# シーボルト台風
シーボルト台風（シーボルトたいふう）は、グレゴリオ暦の1828年9月17日、（旧暦文政11年8月9日）に日本に襲来し、九州地方や中国地方にかけて大被害をもたらした台風である。襲来した文政11年が戊子に当たることから、子年の大風（ねのとしのおおかぜ）とも呼ばれる。有明海・博多湾などで高潮が発生し、佐賀藩だけで死者が約1万人、九州北部全体で死者約1万9千人に達する被害が出た。

## 名称の由来
この台風は襲来年の干支にちなんだ「子年の大風」、あるいは元号にちなんだ「文政の大風」の名で長年呼び習わされていた。後に気象学者の根本順吉は、この台風によって当時日本に滞在中だったドイツ人学者・シーボルトの乗船が座礁し、船の修理の際に積荷の内容物が調べられたことで日本地図の国外持ち出しが発覚、世に言うシーボルト事件に至った事実に着目。そこから1961年、この台風に「シーボルト台風」の名を与えた。
なお、シーボルト事件に関しては1996年に出された論文で、1828年8月9日（グレゴリオ暦）の暴風雨でオランダ船が座礁したが、オランダ側の資料などから座礁船の積み荷から地図などが発見された事実はないとして旧来の蘭船積み荷発覚説を否定する説が出されている。オランダ商館長の日記や長崎商人の中野用助による報告書の写しなどからシーボルト事件は江戸で露見したとする江戸露見説が有力になっている。詳細はシーボルト事件の項参照。

## 概要
1828年9月に九州西岸を北上したと考えられる台風である。9月17日（旧暦8月9日）、ドイツ人のシーボルトが出島で952hPaの気圧を観測したとの記録が残っており、後に気象学者の根本順吉が「シーボルト台風」と命名した。気象学者の高橋浩一郎の推定によれば、九州来襲時の中心気圧は900hPa、最大風速50m/s、総雨量300mmで、過去300年間に日本を襲った台風の中で最強のものとされる。また、小西達男の推定によれば、中心気圧は935hPa、最大風速は55m/s程度とされる。有明海・博多湾・周防灘などで高潮が発生し、佐賀藩だけで死者が約1万人に達する被害が出た。
近代的な気象観測が始められる以前の台風であり、発生や消滅の時期は定かではない。しかし被害地域の藩が作成した報告書により、大体の進路が推測できる。久留米では四時半（午前0時）ころから暴風となり、北東風から東南に、門司では亥の刻（午後11時）に吹き始めた巳午（南南東）の風が寅卯（東北東）に変ったと言う。これら各地の報告書を総合すれば、新暦9月18日の午前2時ごろに現在の長崎県西彼杵半島に上陸し、55km/hの速さで北東に進行、関門海峡に至った後山口市付近に再上陸し、中国地方を縦断したものと思われる。なお、当時長崎にいたシーボルトは、オランダ屋敷が倒壊する直前に952hPaの最低気圧を観測している。
勢力や風速に関して、気象学者の高橋浩一郎は九州来襲時の中心気圧は900hPa、最大風速50m/s、総雨量300mmと推測。一方、小西達夫は中心気圧は935hPa、最大風速55m/sと推測した。過去300年間に日本を襲った台風の中では最大級のものとされている。
平成3年台風第19号や平成11年台風第18号、平成16年台風第18号など近代の著名な風台風と似た進路を取ったため、暴風や高潮による被害が顕著であった。有明海では最大で4mもの高潮が発生し、6千町歩の耕地が水没、埋没。暴風などによる家屋の全半壊は約5万軒に上る。さらに磁器産地の有田皿山は暴風の影響で町の大半を焼失する大火となった。以上は佐賀藩のみの被害である。また、周防灘、博多湾でも3mを超える高潮が発生したと推定されている。
いずれにせよ、平安時代の989年に近畿地方を襲ったとされる台風(永祚の風)、1281年、弘安の役のいわゆる「神風」で元の兵士10万人が溺死した事件、1856年に関東地方を襲い10万人余りの死者を出した台風(安政3年の大風災）とならんで、日本史上最大級の被害をもたらした台風といえる。

## 各地の被害
肥前国佐賀藩
耕地の水没・埋没6,021町歩、家屋全壊33,490軒、同半壊14,565軒、大火での焼失1,173軒、死者8,550人、負傷者8,665人、牛馬の斃死753頭、橋の流出250ヶ所、土砂崩れ2,828ヶ所、往来筋だけでの倒木320,295本、破船105艘、堤防の決壊294ヶ所。
当時の藩人口は36 - 37万人と推定され死者は人口の2%に及び、建物のおよそ75%が全半壊（およそ50%が全壊）と推定、藩内の被害総額は石高にして31万石（表高の9割弱）に上った。有明海沿いでは汐土居（海岸堤防）20km超が損壊し、高潮による浸水は当時の海岸線から3km前後内陸まで及んだと推定される。
有田焼産地の有田皿山では、操業中の窯が損壊して漏れた炎が暴風に煽られて町をなめつくし、有田千軒と呼ばれた家屋のうち大半にあたる850軒を焼失、死者50人以上（115人とも）を出した。失職した職人の中には他地域に移住する者もいて、門外不出となっていた技術が流出、外山と呼ばれる周辺産地や波佐見、三川内などの興隆の契機となった。大火後の街並みは防火のため漆喰が主流となって有田内山の景観の1要素となっている。また有田の大イチョウには、付近まで火が広がる中そばにある民家だけがイチョウのおかげで燃え残ったとの伝承がある。
同様に嬉野市の塩田津でも台風を契機に漆喰白壁の町家が普及したとの研究がある。また、椎の天然林がある唐泉山ではこのとき大半の木が倒れたと伝わる。
肥前国大村藩
家屋全壊3,000余軒、同半壊1,720軒、死者3,107人、焼失家屋318軒、牛馬の斃死107頭、土砂崩れ31ヶ所、耕地の水没1,200石余、壊船1,921艘。
肥前長崎と近隣の村落（天領）
家屋全壊2,780軒、同半壊1,049軒、死者45人、負傷者103人、破船283艘、石垣の崩壊428ヶ所、焼失家屋86軒、さらにオランダ屋敷が倒壊。
筑後国柳川藩
新田6万石に海水が流入、死者3,000人以上、負傷者1,800人以上、全壊家屋1,630軒、流出家屋3,200軒。牛馬の斃死、倒木に関しては「調方行き届かず」。
筑後国久留米藩
家屋全壊10,078軒、城下町並びに周辺村落での出火473軒、死者208人、負傷者563人。牛馬の斃死、倒木、石垣の崩落、橋梁の被害に関しては「調方行き届かず」。
筑前国福岡藩
博多湾で顕著な高潮。家屋全壊22,018軒、同半壊17,132軒、死者2,353人、負傷者3,420人、破船420艘。福岡城の御殿が全壊、二の丸・櫓が半壊。
豊前国英彦山領
英彦山神宮の本殿が大破。神殿の扉が筑前国まで吹き飛ばされたという。
豊前国小倉藩
小倉城城下のみで、家屋全壊318軒、死者53人、負傷者107人、破船18艘。その他の地域は不明。
長門国長州藩
下関だけで、家屋半壊412軒、死者65人、負傷者200余人。海側の石垣、塀、土蔵は残らず崩壊、流出。
九州や中国地方には他にも多数の藩や天領があり、北陸の加賀藩や東北の仙台藩にも被害の記録が見受けられることから、全国で2万人以上の死者を出したことは確実である。

## 記念碑・遺構

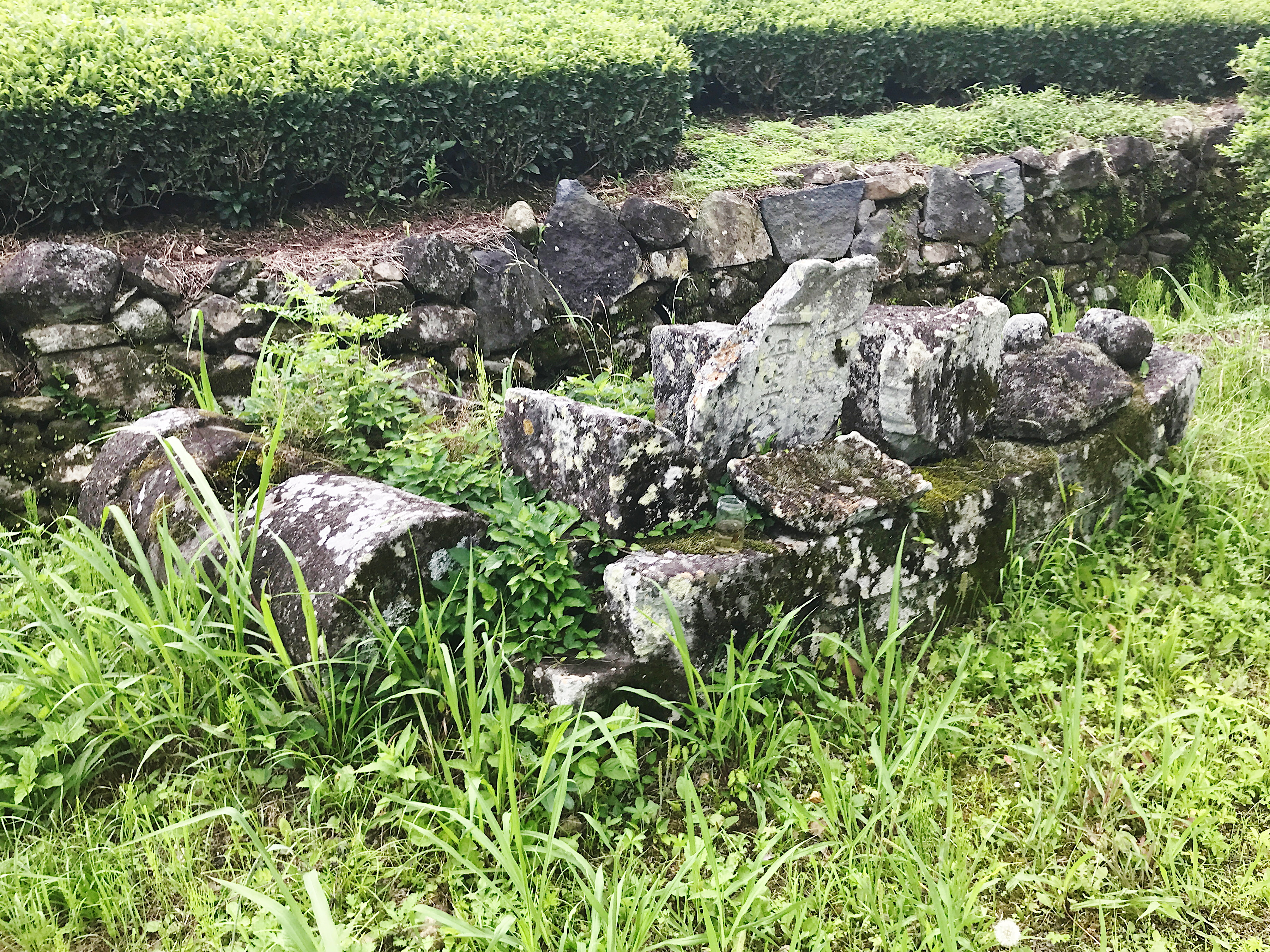
川上丹生神社（佐賀県嬉野市）の鳥居の残骸

この台風の記念碑などとして知られているものは少ない。山口県下関市の福仙寺には高潮の犠牲者の供養塔があるほか、長崎県川棚町平島浦には波浪が浦を”吹きほがした”（破壊した）ことに由来する「ひっぽがし」という地名があり、そこには崩れた護岸の石を集めた石垣が遺構として保存されている。また、佐賀県嬉野市の川上丹生神社には台風で倒れたと伝わる鳥居の残骸等が残されている。